# Dieter Scherf
Dieter Scherf (* um 1941) ist ein deutscher Ingenieur, der als Musiker des Free Jazz (Altsaxophon, auch Sopransaxophon, Bassklarinette, Flöte, Oboe) bekannt wurde.

## Leben und Wirken
Scherf, der zunächst Hardbop spielte, gründete 1968 gemeinsam mit dem Trompeter Michael Sell, dem Gitarristen Gerhard König und dem Schlagzeuger Wolfgang Schlick die Free Jazz Group Wiesbaden. Wie auch Sell übertrug er dort seine „im Hardbop gewonnenen Spielerfahrungen mit erheblicher Vehemenz in den Free-Kontext.“. Auf dem Deutschen Jazzfestival 1970 trat er einerseits mit diesem Ensemble, andererseits mit Lester Bowie, Jeanne Lee, Karin Krog und anderen auf. Joachim Ernst Berendt lud ihn 1973 zum New Jazz Meeting Baden-Baden  ein. Nach der Auflösung der Free Jazz Group Wiesbaden 1972 gründete er das von ihm geleitete Quartett Interactions, das zunächst Free-Form-Jazz spielte und gelegentlich auch mit Albert Mangelsdorff auftrat; seine Mitmusiker übernahm 1974 Emil Mangelsdorff. Scherf leitete dann ein Trio mit Bülent Ateş bzw. Paul Lovens und Jacek Bednarek, mit dem er auch beim Warschauer Festival Jazz Jamboree auftrat. Aus beruflichen Gründen gab er 1975 das Musikmachen auf, um vorrangig als Ingenieur tätig zu sein.

## Diskographische Hinweise
- Free Jazz Group Wiesbaden Frictions
- Interaction (1973; mit Jochen Flinner, Gerhard Bitter, Mano Weiß)
- Inside – Outside Reflections (1974; mit Jacek Bednarek, Paul Lovens, wiederveröffentlicht auf Atavistic Records)